# Chaguanas
Chaguanas è un borgo di Trinidad e Tobago.